# Fleischereimaschine
Fleischereimaschinen sind spezielle Maschinen für Metzgereien und die industrielle Verarbeitung von Fleisch und dessen Produkte (z. B. Wurst).
Fleischereimaschinen stellen hohe Anforderungen an die Konstruktion und Handhabung, da oft sehr dicht am Bediener Gefährdungen vorhanden sind (Messerklingen, gefahrbringende Bewegungen, Kälte, Wärme etc.). Neben den üblichen Fragen des Maschinenbaus ist die Hygiene konstruktiv besonders zu beachten. Daher haben alle Kontaktflächen für Lebensmittel geeignet zu sein. Die Kontakt- und Außenflächen der Fleischereimaschinen sind daher fast vollständig aus Edelstahl gefertigt und geben den Maschinen ein besonderes Aussehen. 
Bis 2004 war in Deutschland die Unfallverhütungsvorschrift VBG 19 "Fleischereimaschinen" ein Regelwerk, welches sich speziell mit den Fleischereimaschinen befasste. Aufgrund der Harmonisierung im europäischen Binnenmarkt sind nun die A-, B- und C-Normen aufgrund der Maschinenrichtlinie für die sicherheitsgerechte Konstruktion maßgebend.

## Beispiele
- Bandsägen
- Gefrierfleischschneider
- Kutter
- Fleischwolf
- Entschwartungsmaschine
- Tumbler/Poltern
- Pökelinjektoren
- Aufschnittschneidemaschine